# 澤蘭 (藥材)

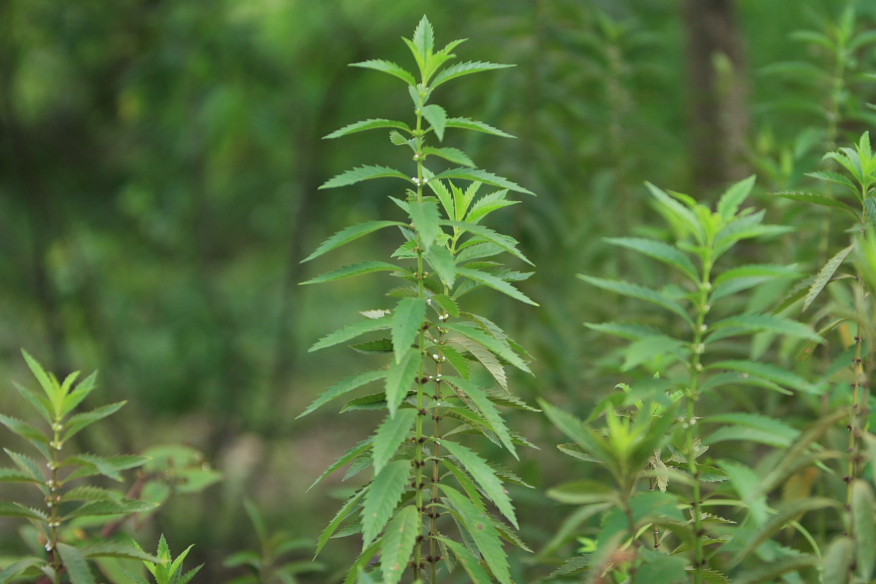
澤蘭藥材基原——地瓜兒苗（地筍）

澤蘭為漢醫藥材名稱，取用唇形科植物地瓜兒苗（Lycopus lucidus Turcz.）及毛葉地瓜兒苗（Lycopus lucidus Turcz. var. hirtus Regel）的乾燥地上部分為藥材。
常與佩蘭混淆，但功用迥異。佩蘭的莖橫斷面呈圓形，澤蘭則呈方形。

## 產地
中國江蘇、浙江、安徽等地。

## 性味功效
苦、辛，微溫。活血祛瘀，利尿退腫；用於經閉、癥瘕、產後瘀痛等下焦疾患為主。

## 外部連結
- 地筍 （页面存档备份，存于） 藥用植物圖像數據庫 (香港浸會大學中醫藥學院) （中文）（英文）
- 澤蘭 中藥材圖像數據庫  (香港浸會大學中醫藥學院) （中文）（英文）
- 澤蘭 Ze Lan（页面存档备份，存于） 中藥標本數據庫 (香港浸會大學中醫藥學院) （繁體中文）（英文）